# Skrajny Granat

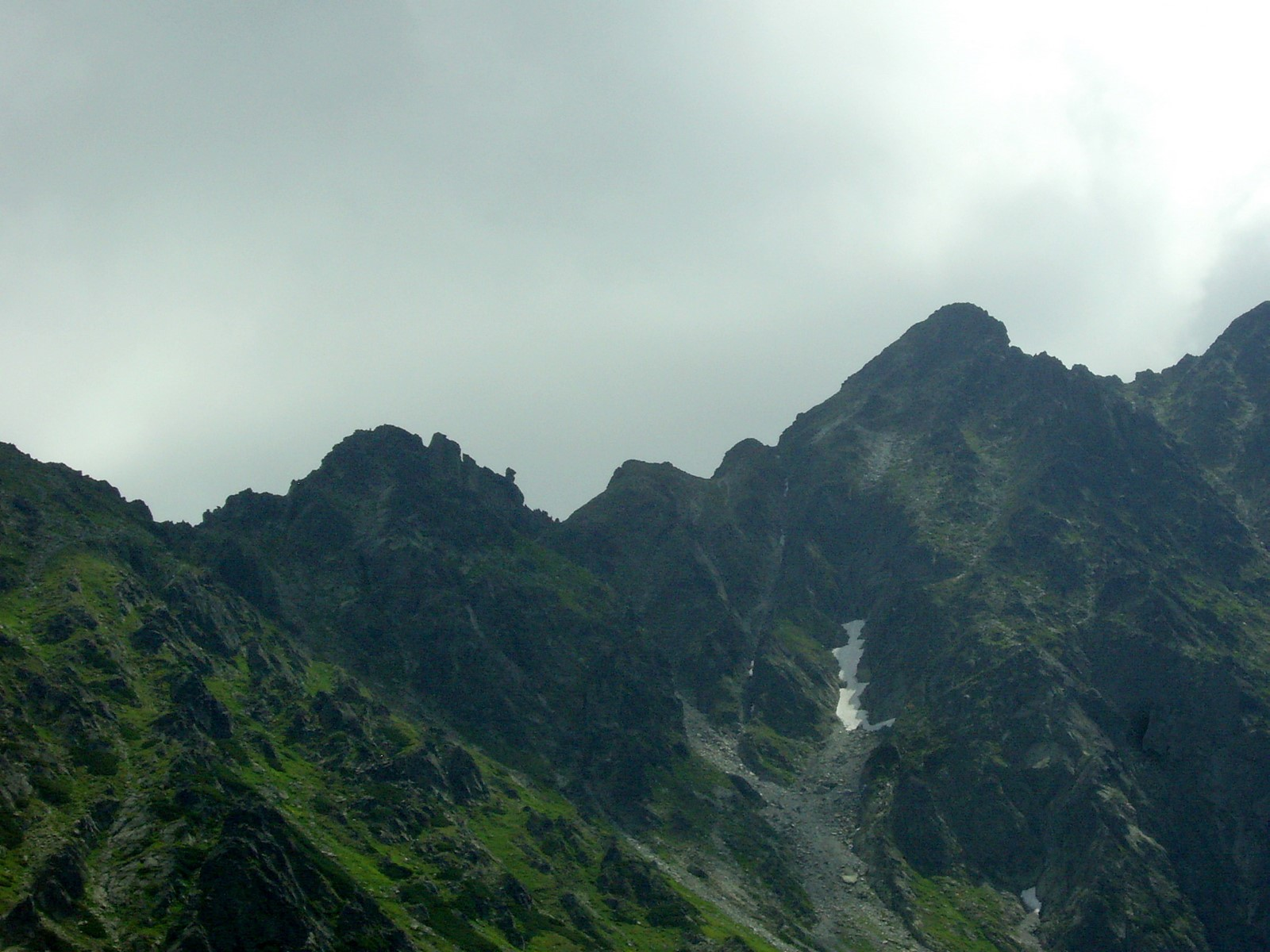
Wierch pod Fajki i Skrajny Granat znad Czarnego Stawu

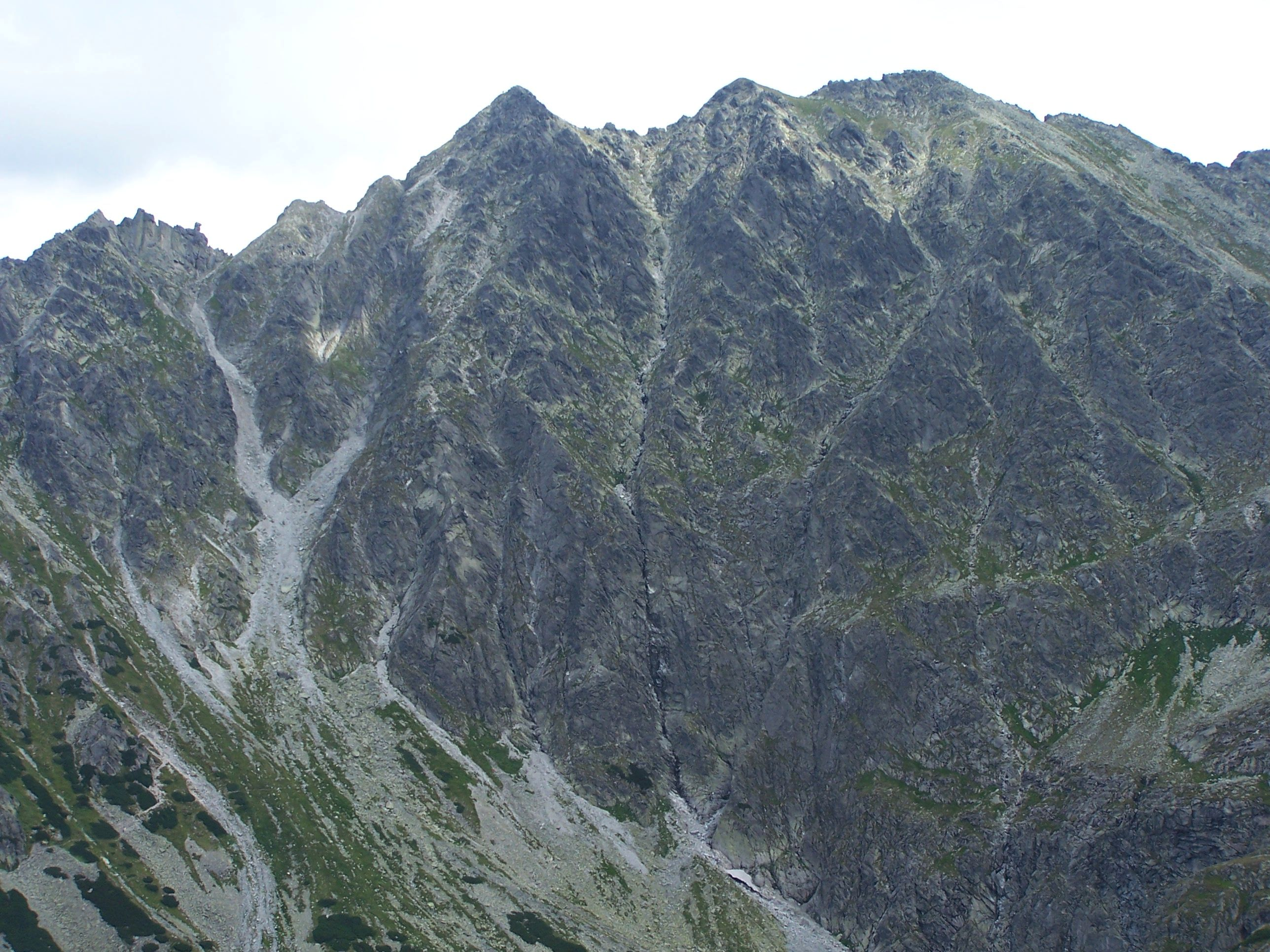
Masyw Granatów widziany z Kościelca

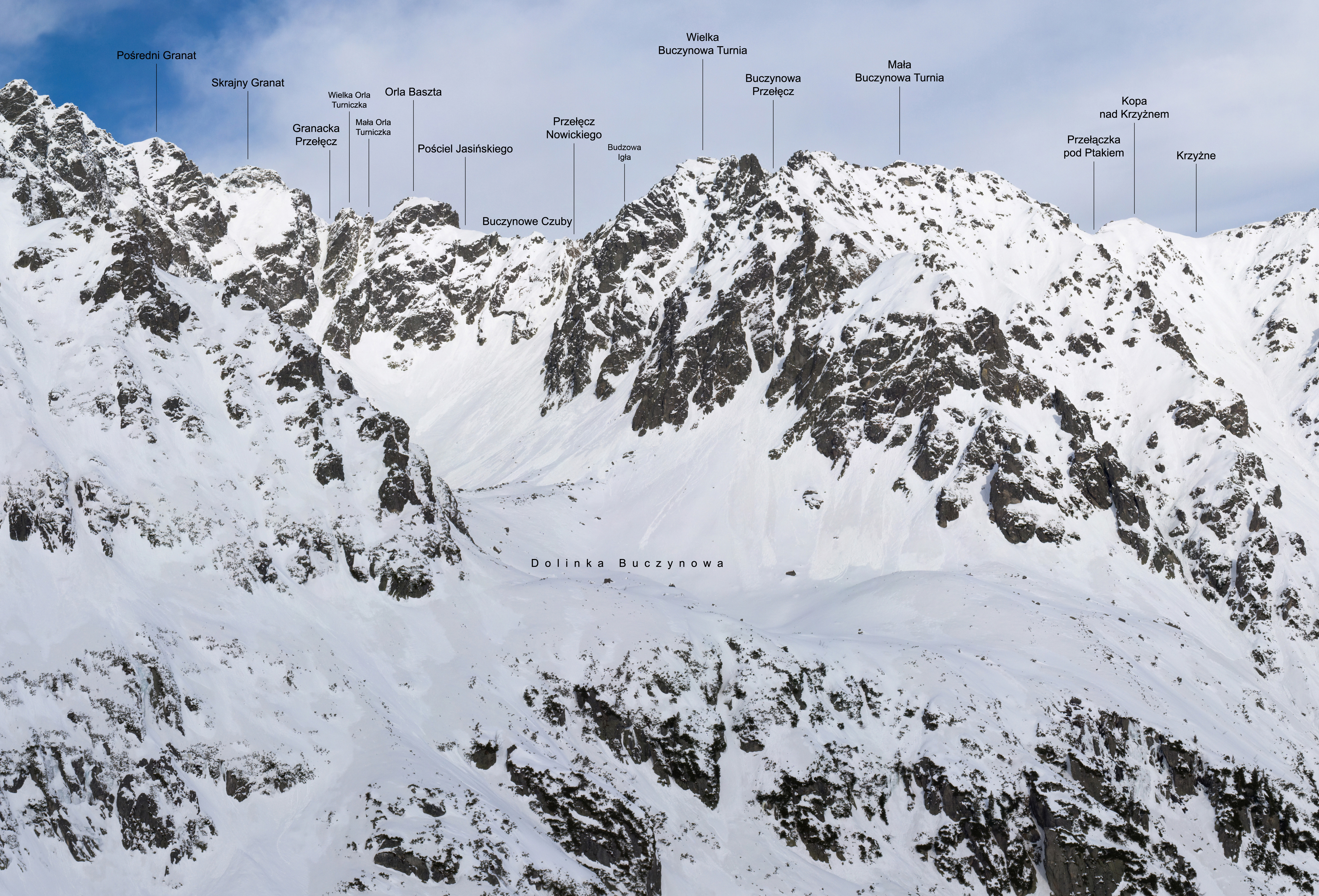
Widok z Wyżniej Kopy

Skrajny Granat (2228 m, słow. Predný Granát, niem. Nördliche Granatenspitze, węg. Északi-Gránát-csúcs) – najniższy i najbardziej na wschód wysunięty z trzech wierzchołków masywu Granatów w długiej wschodniej grani Świnicy w polskich Tatrach Wysokich. Znajduje się na trasie Orlej Perci.

## Topografia
Skrajny Granat jest szczytem zwornikowym, oddzielonym trzema przełęczami. Od Pośredniego Granatu (2233 m) oddzielony jest Skrajną Sieczkową Przełączką (2198 m). Od Orlich Turniczek w masywie Orlej Baszty (dalsza część trasy Orlej Perci) oddziela go Granacka Przełęcz (2144 m). Od wierzchołka Skrajnego Granatu odchodzi na północ krótsza północna grań Skrajnego Granatu oddzielona Pańszczycką Przełączką Wyżnią (2174 m). Z racji zwornikowego położenia Skrajny Granat, mimo że nie jest najwyższy, uważany jest za główny szczyt Granatów. Góruje nad trzema dolinami:
- Doliną Gąsienicową z Czarnym Stawem Gąsienicowym od zachodu. Do kotła lodowcowego tego stawu opada jego zachodnia, mająca 420 m wysokości ściana ograniczona Żlebem Drège’a i żlebem spod Wyżniej Pańszczyckiej Przełączki. W ścianie tej są 3 żebra i 3 depresje między nimi. Przecina ją Zachód Bednarskiego;
- Pańszczycą od północnego wschodu. Opada do niej ścianą i grzędą. Górną część ściany między Pańszczycką Przełączką Wyżnią, a grzędą przecina skośny zachód, dla taterników mogący być skrótem do Orlej Perci. Władysław Cywiński pisze o nim: wszyscy słyszeli, że jest, nikt nie używa;
- Dolinką Buczynową (odgałęzieniem Doliny Roztoki) od południowego wschodu. Do dolinki tej opada ściana wschodnia o wysokości około 200 m. Jej lewa część na odcinku o długości około 20 m opada na piargi Dolinki Buczynowej, prawa, o skośnej podstawie opada do żlebu spod Granackiej Przełęczy. Obydwie części górą są łatwe, trawiaste, dołem urwiste i skaliste[5].

Dawniejsze pomiary określały wysokość szczytu na 2225 m lub 2226 m.

## Turystyka
Przez Skrajny Granat prowadzi trasa Orlej Perci, pokonywana najczęściej w kierunku od Zawratu na Krzyżne (odcinek Zawrat – Kozi Wierch jest jednokierunkowy). Przejście przez Granaty jest najłatwiejszym odcinkiem tej trasy, trudniejsze, ubezpieczone łańcuchami jest dopiero zejście na Granacką Przełęcz. Dalsza część szlaku od Skrajnego Granatu do przełęczy Krzyżne jest długim i trudnym odcinkiem, z którego nie ma po drodze żadnych szlaków zejściowych. Należy się z tym liczyć, kontynuując wędrówkę Orlą Percią po przejściu Granatów. Alternatywą jest zrezygnowanie z jej przejścia i zejście ze Skrajnego Granatu do Doliny Gąsienicowej szlakiem żółtym.
Od czasów wytyczenia szlaku Orlej Perci szczyt, podobnie jak sąsiednie, zyskał na popularności wśród turystów. Widok z niego dzięki położeniu szczytu jest rozleglejszy niż z Pośredniego i Zadniego Granatu. Ze Skrajnej Sieczkowej Przełączki opada do Doliny Gąsienicowej niebezpieczny Żleb Drège’a, znany z wypadków.
Pierwszymi udokumentowanymi zdobywcami szczytów Granatów byli ksiądz Eugeniusz Janota i Bronisław Gustawicz wraz z przewodnikiem Maciejem Sieczką. Nie byli oni jednak pierwsi na wierzchołkach, bo podczas wyprawy 19 września 1867 r. znaleźli na Skrajnym Granacie ślady wcześniejszego pobytu człowieka.
Pierwsze zimowe wejście na Skrajny Granat – Mariusz Zaruski, Wacław Majewski, Władysław Pawlica i Stanisław Zdyb – 9 lutego 1910 r.

## Taternictwo
Na Granatach dopuszczalne jest uprawianie wspinaczki skalnej (z wyjątkiem zboczy Pańszczycy). Skrajny Granat jest bardzo popularny wśród taterników. Rekordy popularności bije jego ściana zachodnia. Według Władysława Cywińskiego ściana ta jest bardziej popularna niż Grań Kościelców, a być może nawet Mnich. Drogi wspinaczkowe:
- Prawym żebrem przez ścianę czołową i „dachówki”; IV stopień trudności w skali tatrzańskiej, 3 godz.,
- Prawym żebrem przez wielką płytę; II, 3 godz.,
- Żlebem Wójcika-Braucha; III, jedno miejsce IV, 2 godz.,
- Środkowym żebrem; w zależności od wariantu II-IV, 1 1/2 godz.,
- Zacięciem Górnisiewicza; V, 2 1/2 godz.,
- Lewym żebrem zachodniej ściany; I, 15 min,
- Od Czarnego Stawu drogą Cywińskiego;; 0, 1 1/2 godz.,
- Północno-zachodnią depresją; V, z wariantem V+ lub II, 1 1/2 godz.,
- Północno-zachodnim żebrem; III, w dwóch miejscach IV, kruszyzna, 2 1/2 godz.,
- Z Pańszczyckiej Przełęczy północną granią; 0, 20 min,
- Północno-wschodnią ścianą; I, 1 godz.,
- Prawą częścią wschodniej ściany; V, 2 godz.,
- Środkową częścią wschodniej ściany; IV, 2 godz.,
- Lewą częścią wschodniej ściany; V+, 3 godz.,
- Zachodem Bednarskiego; II, 1 godz.[5]

## Szlaki turystyczne
– czerwony (Orla Perć) przebiegający granią główną z Zawratu przez Kozi Wierch, Granaty i Buczynowe Turnie na Krzyżne.
- Czas przejścia z Zawratu na Krzyżne: 6:40 h
- Czas przejścia z Krzyżnego na Kozi Wierch (część Zawrat – Kozi Wierch jest jednokierunkowa!): 3:35 h

 – żółty szlak znad Czarnego Stawu Gąsienicowego tuż pod wierzchołek Skrajnego Granatu. Czas przejścia: 1:45 h, ↓ 1:20 h